# Cadillac XT5
Cadillac XT5 — середньорозмірний кросовер підвищеної комфортності виробництва Cadillac, вперше представлений в 2015 році на міжнародному автосалоні в Лос-Анджелесі і продається в США з 2016 року. Це перший кросовер з новою індексацією, а також наступник Cadillac SRX виробництво якого було припинено в 2016 році.

## Перше покоління

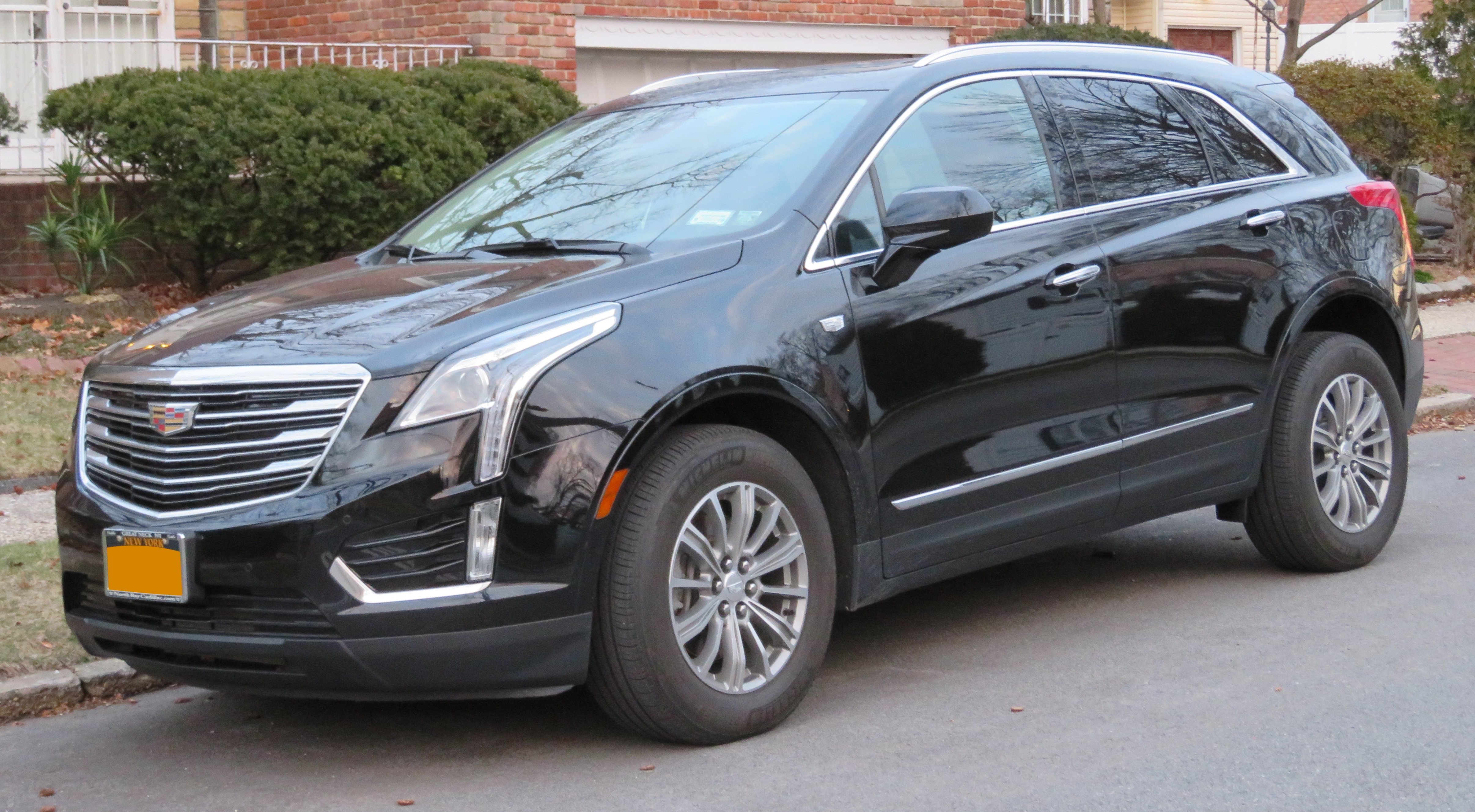
Cadillac XT5 I

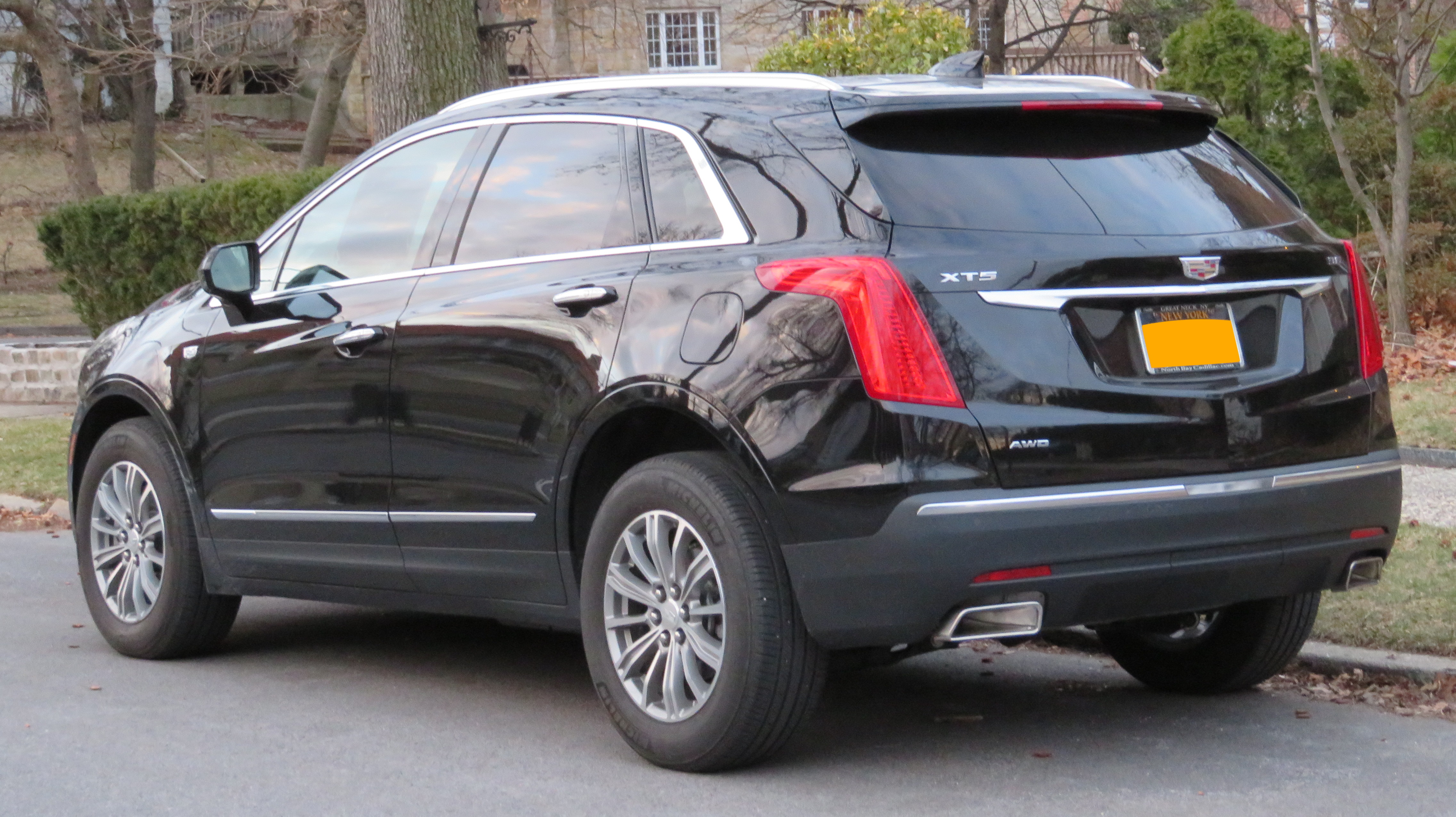
Cadillac XT5 I

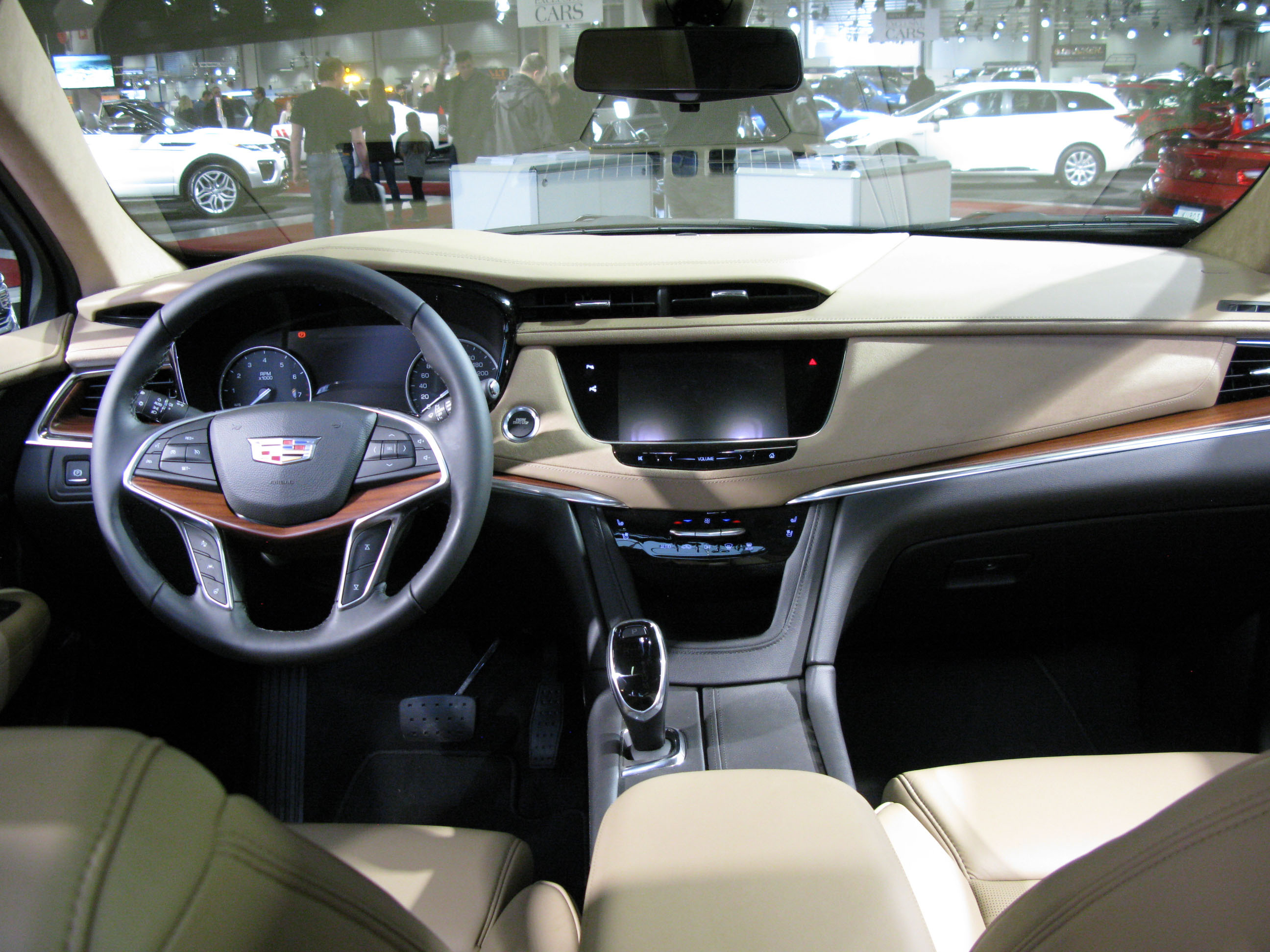

Автомобіль збудовано на платформі GM C1XX. XT5 доступний тільки з одним двигуном, який відрізняться залежно від ринку. В США кросовер оснащений 3,6-літровим V6, потужністю 310 к.с. (231 кВт). В Китаї XT5 комплектується 2,0-літровим 4-циліндровим мотором з турбонаддувом потужністю 250 к.с. (192 кВт).
XT5 доступний як з переднім, так і з повним приводом.
Весною 2019 року представили спортивну версію Cadilac XT5 Sport. Вона має восьмиступінчасту автоматичну трансмісію і 314 кінських сил.
Cadillac XT5 2022 року пропонує багажник об'ємом 850 літрів з вертикальними сидіннями та 1784 літрів зі складеними. 
Інформаційно-розважальна система Cadillac XT5 2023 підтримує бездротові Apple CarPlay та Android Auto.

### Двигуни
- 2.0 л LTG Р4 turbo 250 к.с. (Китай)
- 2.0 л LTG Р4 turbo 269 к.с. (Китай)
- 2.0 л LSY I4 turbo (2020)
- 3.6 л LGX V6 310 к.с.

## Друге покоління

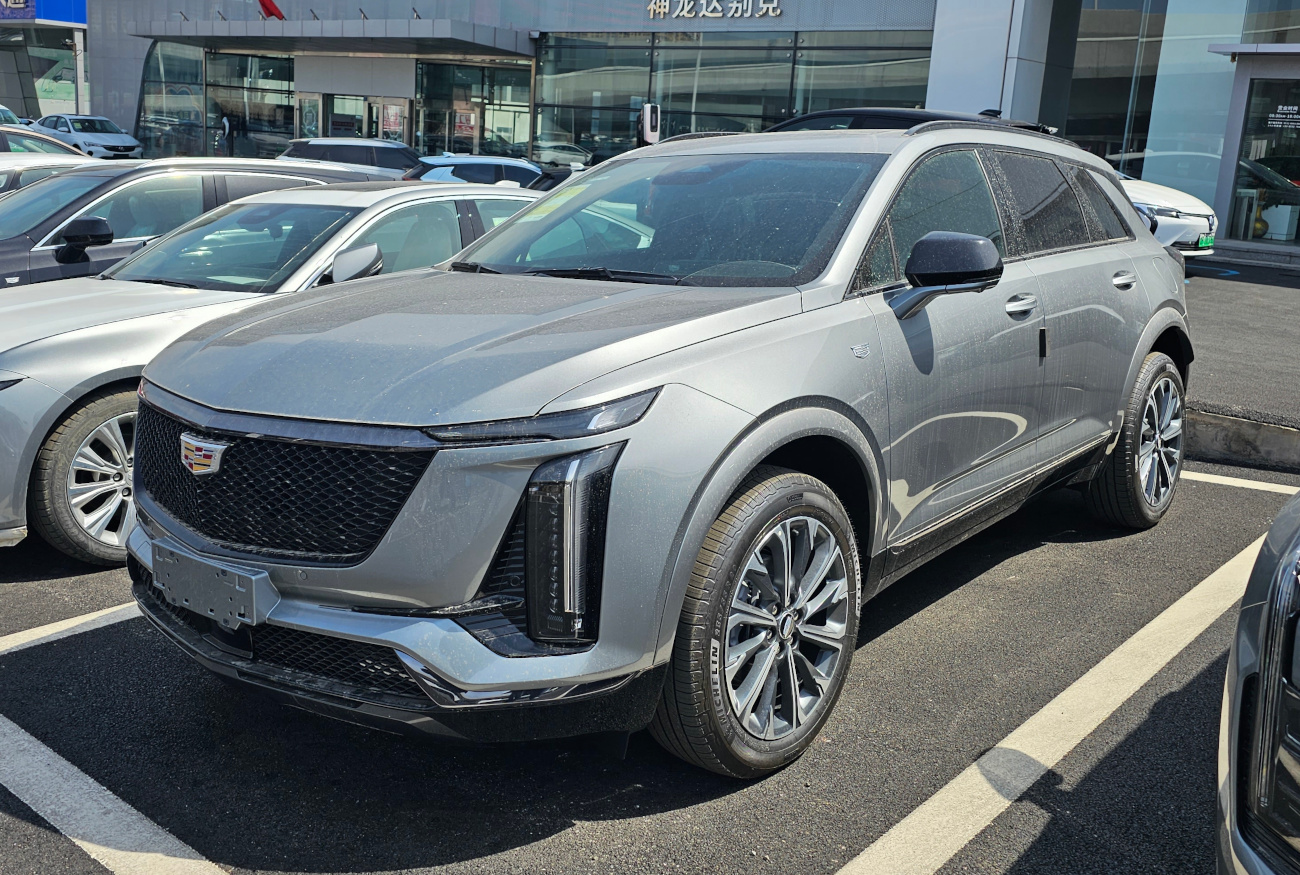
Cadillac XT5 II

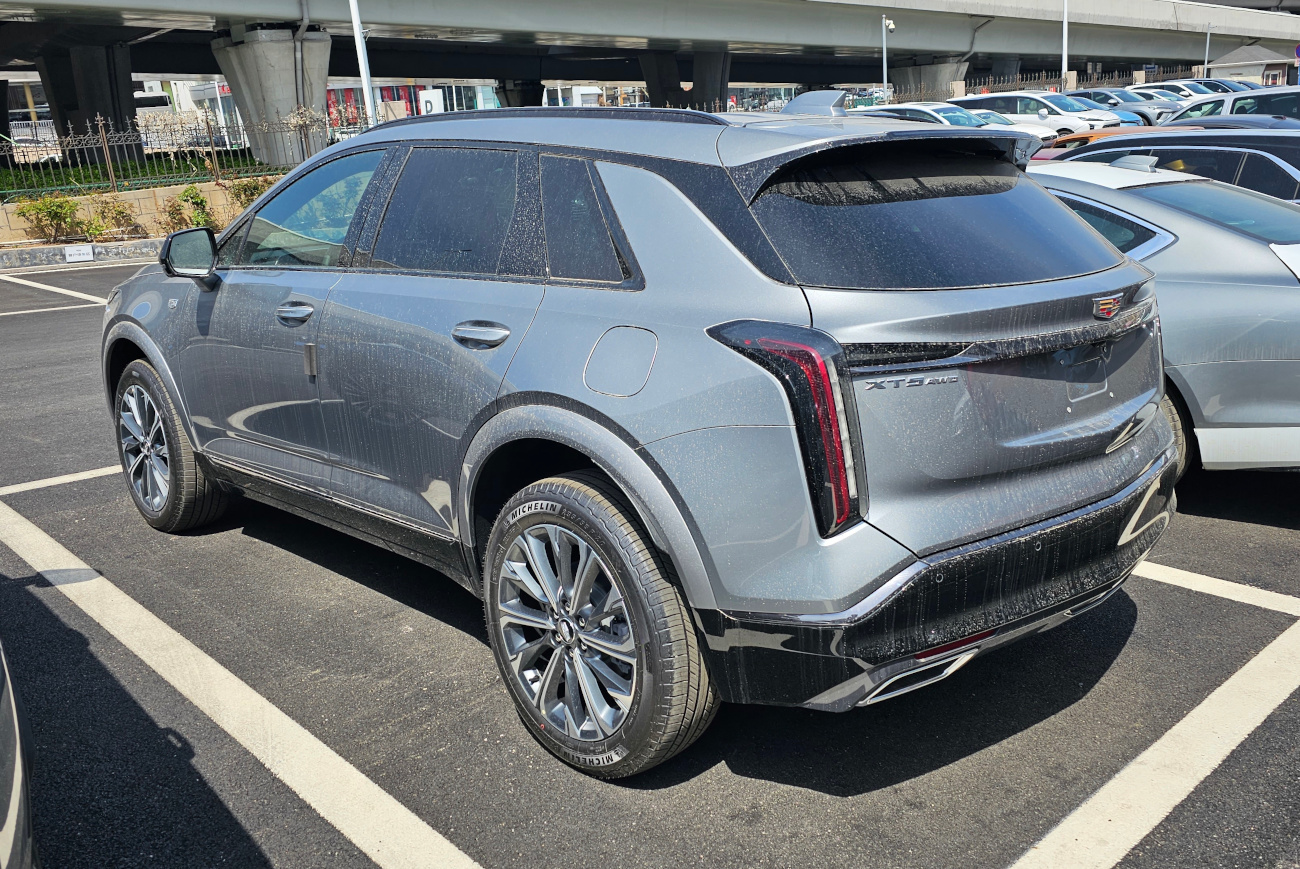
Cadillac XT5 II

Друге покоління Cadillac XT5 було представлено в Китаї в серпні 2024 року. Кросовер став просторішим усередині, а об’єм його багажника зріс до 653 л. На передній панелі встановили широкий 33-дюймовий дисплей, як у флагманського Cadillac Escalade, а більшість кнопок у салоні — сенсорні. Передні сидіння оснащені електроприводом із пам’яттю налаштувань, підігрівом, вентиляцією та масажем.
Новий Cadillac XT5 зберіг 2,0-літрову 237-сильну турбочетвірку, але її доповнили 48-вольтною "м’якою" гібридною установкою. А от 3,6-літрового V6 більше не буде. Кросовер оснащений 9-ступінчастим автоматом і доступний з переднім або повним приводом.

### Двигуни
- 2.0 л LXH I4 turbo

## Продажі
| Рік  | США    | Китай  |
| ---- | ------ | ------ |
| 2016 | 39,485 | 28,335 |
| 2017 | 68,312 | 63,588 |
| 2018 | 60,565 |        |